# Battaglia della Marizza
La battaglia della Marizza (o seconda battaglia della Marizza) fu combattuta tra Serbi e Turchi Ottomani, il 26 settembre 1371, presso il fiume Marizza vicino al villaggio Ormenio (attualmente in Grecia).

## La battaglia
Gli Ottomani erano guidati dal generale ottomano Lala Şahin Paşa, avevano un esercito di circa 10 000 uomini, mentre le forze serbe contavano circa 70 000 uomini sotto il comando del re Vukašin Mrnjavčević e di suo fratello, il despota di Serres, Jovan Uglješa.
Uglješa voleva attaccare a sorpresa gli Ottomani, colpendo la loro capitale, Adrianopoli, mentre Murad I si trovava in Asia Minore. L'esercito ottomano, sebbene molto meno numeroso, usò tattiche migliori, tra le quali un raid notturno nel campo nemico. Sahin Paşa riuscì dunque a sconfiggere l'esercito serbo e ad uccidere il re Vukašin e il despota Uglješa. In conseguenza di tale sconfitta l'intera Macedonia e parti della Grecia caddero sotto il dominio ottomano; l'impero bizantino sebbene non avesse preso parte alla battaglia fu costretto a pagare un tributo all'impero ottomano.
Questa battaglia rappresentò una tappa essenziale nella conquista ottomana dei Balcani; preceduta dalla conquista di Sozopoli, portò in poco tempo a quelle di Drama, Kavala e Serres. La battaglia fu seguita nel 1389 dalla celeberrima Battaglia della Piana dei merli dove i Serbi (a capo di una più ampia coalizione cristiana) furono annientati, nonostante fossero riusciti ad uccidere il sultano Murad I durante il combattimento. Tale sconfitta a danno delle forze cristiane segnò la sottomissione dei principati serbi e dei vari stati balcanici ai Turchi Ottomani, dapprima entro rapporti di vassallaggio e in seguito, con la caduta di Smederevo (1459), come piena dominazione.